# Sanyo Gutiérrez
Carlos Daniel „Sanyo“ Gutiérrez Amaya (* 15. Juni 1984 in San Luis) ist ein argentinischer Padelspieler. Er zählt zu den technisch versiertesten und kreativsten Spielern auf der internationalen Tour und wird aufgrund seiner Spielweise auch „El Mago de San Luis“ genannt.

## Laufbahn
Gutiérrez begann bereits im Alter von elf Jahren mit dem Padel und trat mit fünfzehn Jahren in den Profisport ein. 2006 zog er nach Spanien, um sich auf höchstem Niveau zu etablieren. Erste Erfolge verzeichnete er auf der früheren Padel Pro Tour, bevor er auch auf der World Padel Tour (WPT) zu den Topspielern zählte.
Im Laufe seiner Karriere spielte Gutiérrez mit zahlreichen Partnern, darunter Guillermo Lahoz, Sebastián Nerone, Maxi Sánchez, Paquito Navarro, Fernando Belasteguín, Franco Stupaczuk, Agustín Tapia und Agustín Gutiérrez. Seine erfolgreichste Phase hatte er mit Maxi Sánchez, mit dem er 2018 die Nummer 1 der WPT-Rangliste wurde.

## Spielweise
Gutiérrez spielt auf der rechten Seite (Drive) und ist für seine ausgeprägte Spielintelligenz, Übersicht und Präzision bekannt. Seine Stärken liegen weniger in der reinen Kraft als in der Kontrolle des Spiels durch platzierte Bälle, raffinierte Lobs und geschicktes Stellungsspiel. Er kann Spielverläufe lesen und Gegner durch überraschende Schläge und Rhythmuswechsel aus dem Gleichgewicht bringen.
Sein Spielstil wird oft als „magisch“ beschrieben, da er es versteht, Ballwechsel mit Kreativität und Technik zu dominieren. Auch unter Druck bleibt Gutiérrez ruhig und strategisch. Sein Spitzname „El Mago“ ist eine Hommage an seine Fähigkeit, scheinbar unmögliche Punkte zu gewinnen.